# Norman Fitz Guillaume De la Mare
Norman Fitz Guillaume De la Mare (1025-1087) fue un noble anglonormando, señor de Sainte-Opportune-la-Mare, hijo de Guillaume Fitz Walter De la Mare y Louisa de Goz. Hizo construir el castillo De la Mare. En 1041 Norman Fitz fue uno de los lugartenientes de Tancredo de Hauteville en la conquista de Sicilia. En 1066 fue uno de los grandes señores normandos que acompañaron a Guillermo el conquistador en la conquista de Inglaterra. Por su apoyo en la campaña y participación en la Batalla de Hastings, la familia De la Mare recibió prebendas y tierras, extendiendo su poder en la isla como barones. Existe una controversia genealógica, por lo que algunos historiadores consideran que es la misma persona que Eustace de Montaut.
Murió el 9 de septiembre de 1087 en Forest Dene, Gloucestershire, Inglaterra. 

## Legado y herencia
Norman Fitz casó con una hija de Roger de Pitres, vizconde de Gloucester, de esa relación nacieron varios hijos:
- Guillermo Fitz Norman (William of Dean, 1048-1114), feudatario al servicio de Guillermo de Eu. Padre de Ulric de Dene (1074-1133) y Hugo Fitz Norman (1085-1130)
- Hugo (n. 1055)
- Roger (n. 1052, St Briavels, Gloucestershire)
- Ralph Fitz Norman (o Robert, nacido entre 1048 y 1050, St Briavels, Gloucestershire). Dapifer de Hugo de Avranches.
- Geoffrey (c. 1050)
- Agnes (c. 1050)

Todos ellos germen de la familia De la Mare en Inglaterra y sus descendientes en los dominios británicos y Estados Unidos de América. Los descendientes de Norman Fitz ocuparon una posición prominente en Staffordshire durante los primeros reinados de la dinastía Plantagenet. William de la Mere fue gran sheriff del condado bajo el reinado de Eduardo II de Inglaterra, y Peter de la Mere fue speaker's chair con Eduardo III. El apellido derivó posteriormente en Mayer, y Moore. Finalmente se asentaron en Benenden, condado de Kent, durante varios siglos, antes de que muchos se mudaran a América, incluyendo al reverendo John Moore de Newtown, Long Island. Los De La Mare de Normandía remontan su herencia a los vikingos y a la ciudad costera de Møre og Romsdal en Noruega.